# Keta
Keta je grčka morska božica.

## Etimologija
Keto ili Keta znači "kit" ili "morsko čudovište" (grč. kêtos), a dovodi se u vezu s riječju ketea. Na grčkom se piše Κῆτώ. Keta je zvana i Krataida (Krataiis, grč. krataileôs = "stjenovita"), Lamija i Trienos. Po njezinom epitetu Krataiis nazvana je i jedna rijeka u Italiji, te jedan asteroid. Iz njenog imena je izveden naziv za kitove (Cetacea).

## Karakteristike
Keta je prikazana na jednom rimskom mozaiku kao žena okićena morskim travama, dok sjedi na repu svog muža. 

## Mitologija

### Morskabožica
Keta je rođena kao kći Geje, Majke Zemlje i njezinog sina i muža, Ponta od Mora. Geja i Pont su postali roditelji morskih bogova: Nereja, Taumanta, Forka, Kete i Euribije. Po tom redoslijedu ih nabraja Heziod, koji dodaje da Keta ima lijepe obraze. Keta se udala za svog brata Forka, kojem je rodila mnogobrojnu djecu, a mnoga su bila čudovišna: tri stare božice Greje; Gorgone, ružne vještice s kosom od zmija, koje pogledom okamenjuju, ali su isprva bile lijepe nimfe; Ehidnu, zmiju s glavom nimfe, majku čudovišta; zmaja Ladona, čuvara zlatnih jabuka koje je Geja dala unuci Heri povodom vjenčanja. Apolodor još dodaje i Skilu kao kćer Forka i Kete. Homer piše da je Tusa, majka Posejdonovog sina, Kiklopa Polifema, kći Forka, ali ne spominje njenu majku, koja je vjerojatno Keta. Moguće je da su dva strašna morska zmaja ili čudovišta, zvana Keto, djeca Forka i Kete, iako to nigdje nije spomenuto. Oni su bili prikazivani kao zmijolike ribe, a pobijedili su ih Perzej i Heraklo. 

### Okeanida
Druga Keta je Okeanida, kći Titana Okeana i Tetije, koji su Gejina djeca, te polubrat i polusestra Kete, Forkove žene.

## Vanjske poveznice
- Theoi Project - Keta